# George Alexander (Cricketspieler, 1851)
George Alexander (* 22. April 1851 in Fitzroy, Australien; † 6. November 1930 in Richmond, Australien) war ein australischer Cricketspieler, der zwischen 1880 und 1884 für die australische Nationalmannschaft spielte.

## Aktive Karriere
Alexander gab sein First-Class-Debüt in der Saison 1875/76 und spielte in der Folge für Victoria. Als ein australisches Team unter Kapitän Billy Murdoch in der Saison 1880 nach England reiste fungierte er als Teammanager. Als solcher kam er auch im Test der Tour zum Einsatz und erzielte dabei 33 Runs und damit half das Follow-on zu vermeiden. Die Rolle des Team-Managers übernahm er auch für das englische Team in der Saison 1882/83, als es unter Kapitän Ivo Bligh Australien besuchte. Er fungierte erneut als Teammanager für Australien bei der Ashes Tour 1884. Einen zweiten Einsatz in einem Test absolvierte er in der Saison 1884/85, was jedoch sein letzter Einsatz im First-Class-Cricket sein sollte.

## Nach der aktiven Karriere
Alexander betrieb den Sport bis ins hohe Alter. Er verstarb im November 1930 im Alter von 79 Jahren.